# Batesville (Misisipi)
Batesville es una ciudad del Condado de Panola, Misisipi, Estados Unidos. Según el censo de 2000 tenía una población de 7113 habitantes.

## Demografía
Según el censo de 2000, había 7.113 personas, 2.577 hogares y 1.821 familias residiendo en la localidad. La densidad de población era de 246,3 hab./km². Había 2.791 viviendas con una densidad media de 96,6 viviendas/km². El 56,43% de los habitantes eran blancos, el 41,88% afroamericanos, el 0,06 amerindios, el 0,38% asiáticos, el 0,04% isleños del Pacífico, el 0,82% de otras razas y el 0,39% pertenecía a dos o más razas. El 1,60% de la población eran hispanos o latinos de cualquier raza.
Según el censo, de los 2.577 hogares en el 35,7% había menores de 18 años, el 44,7% pertenecía a parejas casadas, el 21,5% tenía a una mujer como cabeza de familia, y el 29,3% no eran familias. El 26,2% de los hogares estaba compuesto por un único individuo, y el 12,6% pertenecía a alguien mayor de 65 años viviendo solo. El tamaño promedio de los hogares era de 2,59 personas, y el de las familias de 3,14.
La población estaba distribuida en un 28,9% de habitantes menores de 18 años, un 11,6% entre 18 y 24 años, un 26,4% de 25 a 44, un 18,6% de 45 a 64, y un 14,4% de 65 años o mayores. La media de edad era 33 años. Por cada 100 mujeres había 85,9 hombres. Por cada 100 mujeres de 18 años o más, había 78,4 hombres.
Los ingresos medios por hogar en la localidad eran de 29.875 dólares ($), y los ingresos medios por familia eran 38.849 $. Los hombres tenían unos ingresos medios de 30.998 $ frente a los 22.029 $ para las mujeres. La renta per cápita para la ciudad era de 15.814 $. El 28,7% de la población y el 21,9% de las familias estaban por debajo del umbral de pobreza. El 36,1% de los menores de 18 años y el 27,0% de los habitantes de 65 años o más vivían por debajo del umbral de pobreza.

## Geografía
Según la Oficina del Censo de los Estados Unidos, la localidad tiene un área total de 28,9 km², todos ellos correspondientes a tierra firme.